# Convair 880
Convair 880 – pasażerski samolot odrzutowy średniego zasięgu produkowany przez wytwórnię lotniczą Convair, będącą częścią General Dynamics. Został zaprojektowany w odpowiedzi na Boeinga 707 i Douglasa DC-8, jako maszyna mniejsza i szybsza od konkurentów. Z powodu niepowodzenia na rynku lotniczym, wyprodukowano jedynie 65 egzemplarzy w latach 1959-1962. Samolot został wycofany, a na jego miejsce pojawił się Convair 990 Coronado.

## Historia
Pomysł powstania modelu Convair 880 zrodził się w kwietniu 1956 roku, kiedy to Boeing i Douglas zapowiedzieli stworzenie nowych samolotów średniego zasięgu. Początkowo miał się nazywać Skylark (z ang. Skowronek), potem Golden Arrow (Złota Strzała), następnie Convair 600, a ostatecznie Convair 880. Numery te nawiązują do maksymalnej prędkości osiąganej przez maszynę - 600 mil na godzinę lub 880 stóp na sekundę. Napędzany był silnikami General Electric CJ-805-3, a wersja cywilna silnikami J79.
Pierwszy egzemplarz produkcyjnej wersji, Model 22, wykonał swój pierwszy lot 27 stycznia 1959 roku. Po rozpoczęciu produkcji FAA wydało pozwolenie na dodatkowy element budowy, jakim był charakterystyczny mały garb na tylnej części kadłuba. Montaż końcowych wersji 880 i 990 miał miejsce w San Diego (Kalifornia).
Convair 880 nigdy nie osiągnął oczekiwanego poziomu sprzedaży, przez co linia produkcyjna została zamknięta po 3 latach, a na rynek trafiło zaledwie 65 egzemplarzy. Powodem tego było zmodyfikowanie Boeinga 707 do wersji 720, która miała lepsze osiągi i znacznie mniejsze zużycie paliwa.
General Dynamics stracił $185 milionów dolarów na projekcie Convair 880, dodatkowo ten typ uległ 17 wypadkom i 5 porwaniom.
Zmodyfikowana wersja 880 - Convair 990 Coronado, była równocześnie budowana w latach 1961-1963.
Convair 880 wszedł do użytku w Delta Air Lines w maju 1960 roku. Jeden z egzemplarzy był prywatnym samolotem Elvisa Presleya i nosił nazwę Lisa Marie (zakupił go od Delta Air Lines za ćwierć miliona dolarów). Ostatnia maszyna została wycofana z użytku w 1975 roku.
Samolot był używany do wielu celów w liniach lotniczych, jeden z egzemplarzy został zmodyfikowany do wersji cargo i latał do 1982 roku w barwach różnych przewoźników. Inny był używany przez FAA do trenowania egzaminatorów lotu, zanim został wysadzony w 1995 roku.
Również Marynarka Stanów Zjednoczonych zakupiła jeden Convair 880, po czym zamontowano w nim instalację do tankowania w locie.

## Użytkownicy

### Cywilni
- Air Trine Inc
- Air Viking
- Airtrust Singapore
- Alaska Airlines
- Cathay Pacific
- Central American Airways
- Civil Air Transport
- Delta Air Lines
- Groth Air
- Inair Panama
- Indy Air
- Japan Domestic Airlines
- Japan Airlines
- LANICA
- Latin Carga
- Monarch Aviation
- Northeast Airlines
- Swissair
- Trans World Airlines
- VIASA

### Wojskowi
- US Navy